# 秋田県県民栄誉章
秋田県県民栄誉章（あきたけんけんみんえいよしょう）は、スポーツ、文化等の分野での業績が顕著であるとともに、広く県民に敬愛され、社会に明るい希望を与え、秋田県の名を高めた人物・団体に対して、その栄誉をたたえ、県民の「郷土意識」を高めるために与えられる。受章者には、杉の木とふきの葉を図案化したメダルが贈られる。
一部報道では「秋田県民栄誉賞」とも表記されるが、正式名称は「秋田県県民栄誉章」である。
基本はスポーツ選手が多く、芸能人や政治家や学校部活受賞の監督や部長の教員以外の公務員・官僚、学者などは受賞実績がない。
また、追贈制度や複数受賞制度はない。

## 歴代受章者
2024年10月の志田千陽を含めると20個人4団体が顕彰されている。
| 顕彰日         | 顕彰者                         | 受賞理由                                                                     |
| -------------- | ------------------------------ | ---------------------------------------------------------------------------- |
| 1987年1月25日  | 落合博満                       | プロ野球選手（三冠王3回）                                                    |
| 1988年11月2日  | 太田章                         | ロサンゼルス・ソウルオリンピックレスリング銀メダル                           |
| 1988年11月2日  | 佐藤満                         | ソウルオリンピックレスリング金メダル                                         |
| 1989年8月29日  | 山田久志                       | プロ野球選手（通算284勝）                                                    |
| 1989年8月29日  | 佐藤菊夫                       | 音楽家（音楽監督・指揮者）                                                   |
| 1989年8月29日  | 石井歓                         | 音楽家（「大いなる秋田」作曲）                                               |
| 1993年9月2日   | 浅利純子                       | 1993年世界陸上競技選手権大会女子マラソン優勝                                 |
| 1999年2月25日  | 能代工業高校バスケットボール部 | 全国大会優勝50回                                                             |
| 2004年11月2日  | 高橋勇市                       | アテネパラリンピック金メダル                                                 |
| 2006年10月20日 | 小松由佳                       | 日本人女性としてK2初登頂                                                     |
| 2006年10月20日 | TDK硬式野球部                  | 第77回都市対抗野球大会優勝                                                   |
| 2007年11月30日 | 第62回国民体育大会秋田県選手団 | 第62回国民体育大会において、本県初の天皇杯・皇后杯                           |
| 2009年3月30日  | 小林範仁 湊祐介                | 2009年ノルディックスキー世界選手権複合団体優勝                               |
| 2012年9月7日   | 五十嵐俊幸                     | WBC世界フライ級チャンピオン                                                  |
| 2012年9月25日  | 江畑幸子                       | ロンドンオリンピックバレーボール女子銅メダル                                 |
| 2013年6月3日   | 三浦隆司                       | WBC世界スーパーフェザー級チャンピオン                                        |
| 2016年8月16日  | 豪風旭                         | 秋田県出身力士の幕内勝利数更新                                               |
| 2018年1月30日  | 米元小春 田中志穂              | BWFスーパーシリーズファイナルズ女子ダブルス優勝                              |
| 2018年10月2日  | 永原和可那 松本麻佑            | 第24回世界バドミントン選手権大会優勝                                         |
| 2018年11月28日 | 金足農業高校野球部             | 第100回全国高等学校野球選手権記念大会において秋田県勢として103年ぶりの準優勝 |
| 2024年10月24日 | 志田千陽                       | パリオリンピックバドミントン女子ダブルス銅メダル                             |